# Guardie e ladri
Guardie e ladri is een Italiaanse film van Mario Monicelli die werd uitgebracht in 1951.
Deze komedie wordt beschouwd als een van de beste films van Totò en een van de weinige Totò-films die bijval kreeg van de filmcritici. De film werd in 2008 opgenomen in de lijst van 100 film italiani da salvare.

## Samenvatting
Rome kort na de Tweede Wereldoorlog, het Marshallplan is in werking getreden. Ferdinando Esposito is een oplichter. Zijn werkterrein is het Forum Romanum waar hij zich voor gids uitgeeft. Hij 'vindt' er (valse) antieke muntstukken en verkoopt ze aan nietsvermoedende toeristen. Hij laat ook kinderen geschenkpakjes voor hem afhalen in een verdeelcentrum opgericht door het Marshallplan. De Amerikaan die daar het liefdadigheidswerk coördineert is Locuzzo, een van de toeristen die door Esposito om de tuin werd geleid. 
Locuzzo herkent de bedrieger en stuurt politiesergeant Bottoni achter hem aan. Als Bottoni Esposito uiteindelijk te pakken heeft slaagt deze dankzij een afleidingsmanoeuvre erin weer te ontkomen. Locuzzo is razend en doet zijn beklag bij de commissaris. Bottoni kan zijn schorsing en een proces voor nalatigheid slechts voorkomen indien hij Esposito vóór het proces arresteert.

## Rolverdeling
| Acteur            | Personage             |
| ----------------- | --------------------- |
| Totò              | Ferdinando Esposito   |
| Aldo Fabrizi      | Lorenzo Bottoni       |
| Pina Piovani      | Donata Esposito       |
| Carlo Delle Piane | Libero Esposito       |
| Alida Cappellini  | Bice Esposito         |
| Ernesto Almirante | Carlo Esposito        |
| Gino Leurini      | Alfredo               |
| Ave Ninchi        | Giovanna Bottoni      |
| Rossana Podestà   | Liliana Bottoni       |
| Paolo Modugno     | Paolo Bottoni         |
| Aldo Giuffré      | Amilcare              |
| Mario Castellani  | de taxichauffeur      |
| William Tubbs     | Locuzzo, de Amerikaan |
| Pietro Carloni    | de commissaris        |
| Gino Scotti       | de ondercommissaris   |
| Armando Guarnieri | de kapper             |
| Luciano Bonanni   | de tweede kapper      |